# 鵜澤正太郎
鵜澤正太郎（1997年1月22日—）是日本男性声优、演员。81 Produce所属。

## 略历
曾是日本儿童剧团所属成员。
2010年获得第一届投球手项目评审特别奖。

## 人物
爱好和特长是原聲吉他、钢琴、人聲敲擊樂、保龄球、运动、唱歌以及烹饪。
有两个姐姐。

## 演出作品
※粗體字為主要角色。

### 电视动画
2018年
- 偶像活動Friends！（工作人员、审查员、摄影师）
- 香蕉怪大叔 呐呐~呐（其他媒体）
- 閃亮模力小天才（上级生B、背包人C）
- 強風吹拂（高中生、东体大1年、大学生A）
- 青春豬頭少年（学生）
- 卡片戰鬥先導者（雷暴龙骑兵）
- 星光頻道（赤城一族）

2019年
- KIRA KIRA HAPPY★ 打開吧！見習神仙精靈（野口拓马、藤野）
- MIX（男B、尾木）
- 爆丸5星域爭霸（格斗者B、柯达）

2020年
- 地縛少年花子君（横尾）
- 棒球大聯盟2nd（井之上）

2021年
- ICHU偶像进行曲（观众A）
- 偶像活動Planet！（滑板者）
- 致不灭的你
- 迷宮標記者（尤里团B[5]）

2022年
- Platinum End（男性A）
- 平凡職業造就世界最強 2nd season（魔人族士兵、魔人族、教会教徒、骑士）
- 遊戲王GO RUSH（男孩子、观众、观众A、男性、外星人A、其他）
- 古见同学有交流障碍症（米谷忠釋[6]）
- 妖怪手錶♪（店里的顾客）
- 決鬥大師WIN（斩札温[7]）
- Lycoris Recoil 莉可麗絲（Lilybell）
- 飆速宅男 LIMIT BREAK（观众）

2023年
- 最強陰陽師的異世界轉生記（考生男子2）
- REVENGER（市之丞）
- 開闊天空！光之美少女（轻井泽朝日）
- 江戶前精靈（歌声）
- Fate/strange Fake -Whispers of Dawn-（朗格爾的弟子）
- 川越男子歌唱團（出井天使〈隔音间〉[8]）

2025年
- 特裝合體機器人 Jobraver（ポリスブレイバー[9]）

### 剧场动画
2009年
- 新子與千年魔法

2010年
- 歡迎來到宇宙劇場（佐藤清[10]）
- 意外的幸运签（同班同学）

2020年
- 电影 煙囪小鎮的普佩（市民）

### 網路動畫
2020年
- 爆丸 裝甲聯盟（柯达）

2022年
- 狂賭之淵雙（学生）
- LUPIN ZERO（男学生A）
- 玩具英雄 拯救勇士 特装合体机器人（警察勇士、巨大警察勇士[11][12]）

2024年
- Duel Masters LOST ～追憶的水晶～（斬札ウィン[13]）
- Duel Masters LOST ～月下的死神～（斬札ウィン[14]）

### 游戏
2009年
- 最终幻想XIII（多吉·卡茲羅伊）

2012年
- 勇者斗恶龙X 觉醒的五种族 Offline（ジュッセ）

2017年
- 卡拉邦 CARAVAN STORIES（トリック）

2018年
- 慟哭之星（布尔巴基、魂）

2019年
- 最终幻想勇气启示录：幻影战争（露西奥）
- 決鬥大師（哀叹之影绒布之流、流浪的勇者吉乔）

2020年
- 一拳超人 无名英雄（アバター男）
- 迪士尼 扭曲仙境（哈茨拉维尔寮生、庞菲欧蕾寮生）
- 方根膠捲（英语：Root Film）（少年）
- 為美好的世界獻上祝福！～為欲望的衣裝獻上寵愛～（冒险者）

2021年
- 巴蘭的異想奇境（阿特里奥·卡奇尼）
- 鬼滅之刃 火之神血風譚（青年）
- 塔羅牌男子 ～22名見習占卜師～（查恩斯·克莱尔[15]）
- Futsal Boys!!!!!（二年级成员）

2022年
- 地平線 西域禁地（耶弗、佐卡）
- EBaseball實況野球2022（美一式高伊[16]）
- 怪物彈珠（密米爾[17]）
- IDOL LAND 星光樂園（丑三[18]）